# ایروینگ (تگزاس)

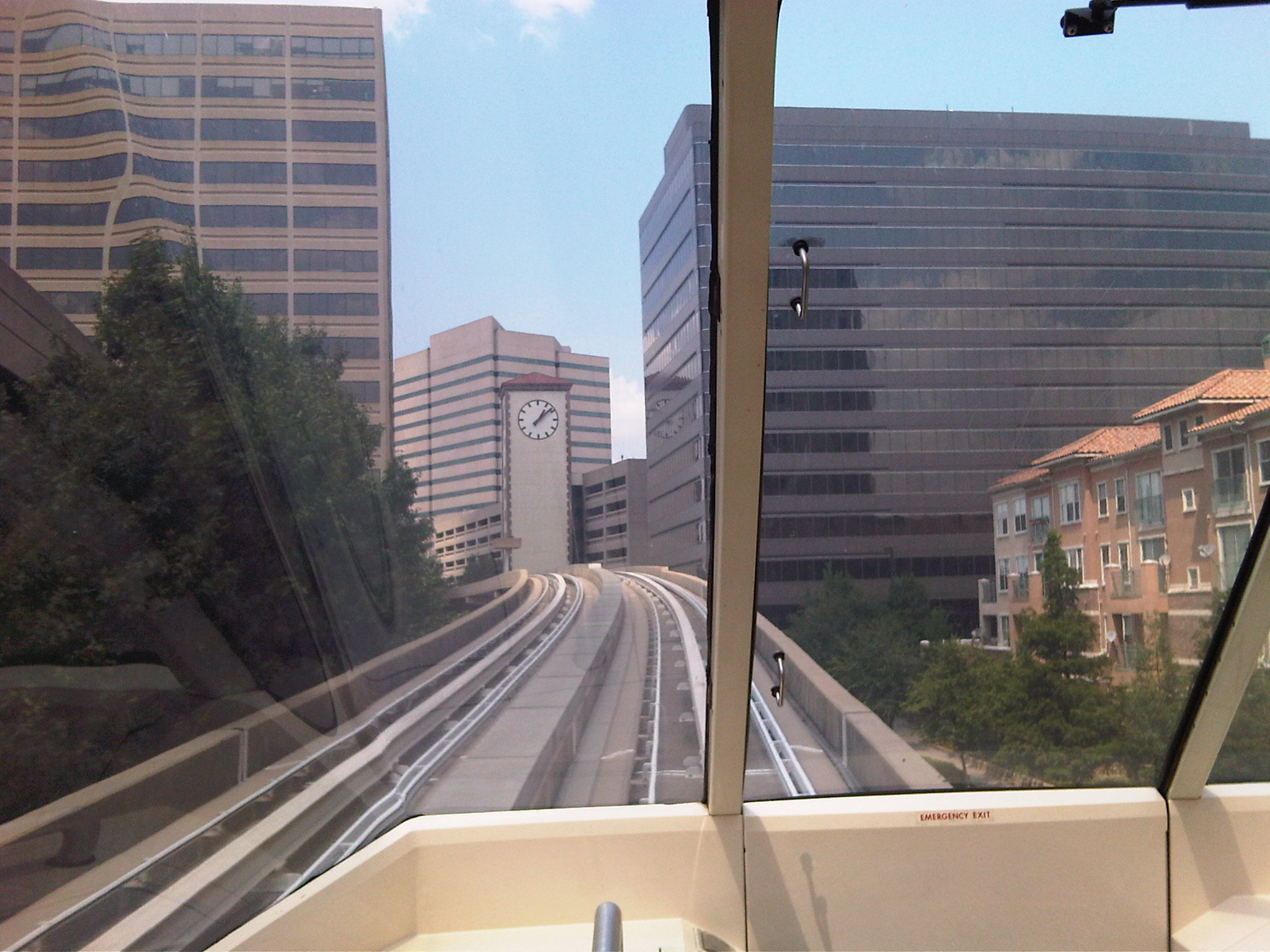
سوار بر قطار شهری در ایروینگ، تگزاس

ایروینگ (به انگلیسی: Irving) یکی از شهرهای تگزاس است. این شهر بخشی از کلان‌شهر دالاس-فورت وورث است.
برآورد جمعیت این شهر در سال ۲۰۰۶ بیش از ۲۰۱۰۰۰ نفر بوده‌است.